# Martsrevolutionen
|  | For begivenhederne i Danmark i denne periode, se Martsrevolutionen (Danmark) |
Martsrevolutionen er betegnelsen for en række borgerligt-liberalt inspirerede revolutioner, der opstod i marts 1848 i de 38 tyske småstater, der var løst bundet sammen i det tyske forbund under de-facto ledelse af de to store tyske stater Preussen og Østrig, der ofte lå i intern splid.
Allerede i forbindelse med den borgerligt-liberale julirevolution i Frankrig 1830 blev tyskere inspireret til at kræve større demokratiske reformer. Det udmøntede sig bl.a. i en stor forsamling ved Hambacher Fest i 1832, hvor de sort-rød-guld farver blev symbolet for kampen om frihed.
Efterhånden blev kravene om åbenhed, mindre censur, større politisk frihed og mere demokrati smeltet sammen med ønsket om, at samle de mange småstater til en tysk nation, og i forbindelse med den franske februarrevolution udbrød der opstande rundt om i de tyske stater og byer. Kravene kunne de autoritære herskere ikke sidde overhørig, og dannelsen af et parlament i Frankfurt så en overgang ud til at kunne etablere en stor samlet tysk nation med et demokratisk valgt parlament. Det lykkedes dog i løbet af 1849 de konservative kræfter især ledet af Bismarcks Preussen at slå igen og genetablere ordenen med autoritære herskere i de forskellige stater. Martsrevolutionen i Tyskland fik også konsekvenser for Danmark, hvor nationalliberale under ledelse af Orla Lehmann krævede mere demokrati.

## Baggrund
I forbindelse med Napoleonskrigene i begyndelsen af det 19. århundrede havde flere tusinde tyske studenter og andre meldt sig frivilligt for at kaste franskmændene ud af de tyske områder i de slag, der senere er blevet kaldt die Befreiungskriege (Befrielseskrigene). Det fik en stigende nationalisme til at brede sig i samfundet. Især i de tyske studenterforeninger, Burschenschaften, begyndte kravene om en tysk samling at blive stadig mere tydelige. Ved Wienerkongressen blev mange af de frivillige dog skuffet, da konservative kræfter under ledelse af især den østrig-ungarske minister fyrst Metternich formåede at stoppe disse ideer og genetablere ordenen. Tiden efter 1814/1815 nævnes derfor ofte restaurationen, fordi de gamle herskere og de gamle systemer fortsatte, næsten som om Napoleon aldrig havde været der.
I de følgende år voksede de borgerlige i antal, og magthavernes stadigt stærkere censur gik ud over mange af de forfattere, der i Vormärztiden agiterede for større politisk frihed. Ved Hambacher Fest i 1832 samledes over 30.000 borgere for at manifestere, at de ønskede et opbrud med den gamle orden, som restaurationspolitikken havde genskabt.
Udbruddet af voldelige optøjer i Paris i februar 1848 bredte sig i marts 1848 til de tyske stater, hvor borgerne gjorde oprør mod den herskende orden. De fleste stater i Tyskland bøjede sig for alle kravene i lyset af den overvældende folkelige opbakning.

## Forløb af revolutionen
Revolutionen i Tyskland begyndte den 27. februar 1848 i Mannheim, hvor en nydannet folkeforsamling krævede reformer. Det bredte sig hurtigt til andre stater i det tyske forbund, bl.a. Baden og Bayern. I løbet af marts bredte revolutionen sig over hele det tyske område, og mange fyrster blev tvunget til at give store indrømmelser.
Den 18. maj åbnede nationalforsamlingen i Frankfurter et demokratisk parlament, der skulle udfærdige en forfatning for et nyt samlet Tyskland.
Efter at have arbejdet på dette i ti måneder kunne forsamlingen fremlægge et udkast den 28. marts 1849. I mellemtiden havde de autoritære fyrster genvundet fatningen, og da den stærke preussiske konge Friedrich Wilhelm IV den 3. april afviste at følge forfatningens forordninger, så det meget sort ud. Efter borgerkrigslignende tilstande i maj mellem fyrstestyrker og de revolutionære, stod det til sidst klart, at revolutionen var død.

## Eftervirkninger
Mange af de tyskere, der havde været aktive i forbindelse med revolutionen, flygtede til især USA, hvor deres virkelyst prægede de tyske befolkningsgrupper.